# Pfarrkirche Mittelberg (Vorarlberg)

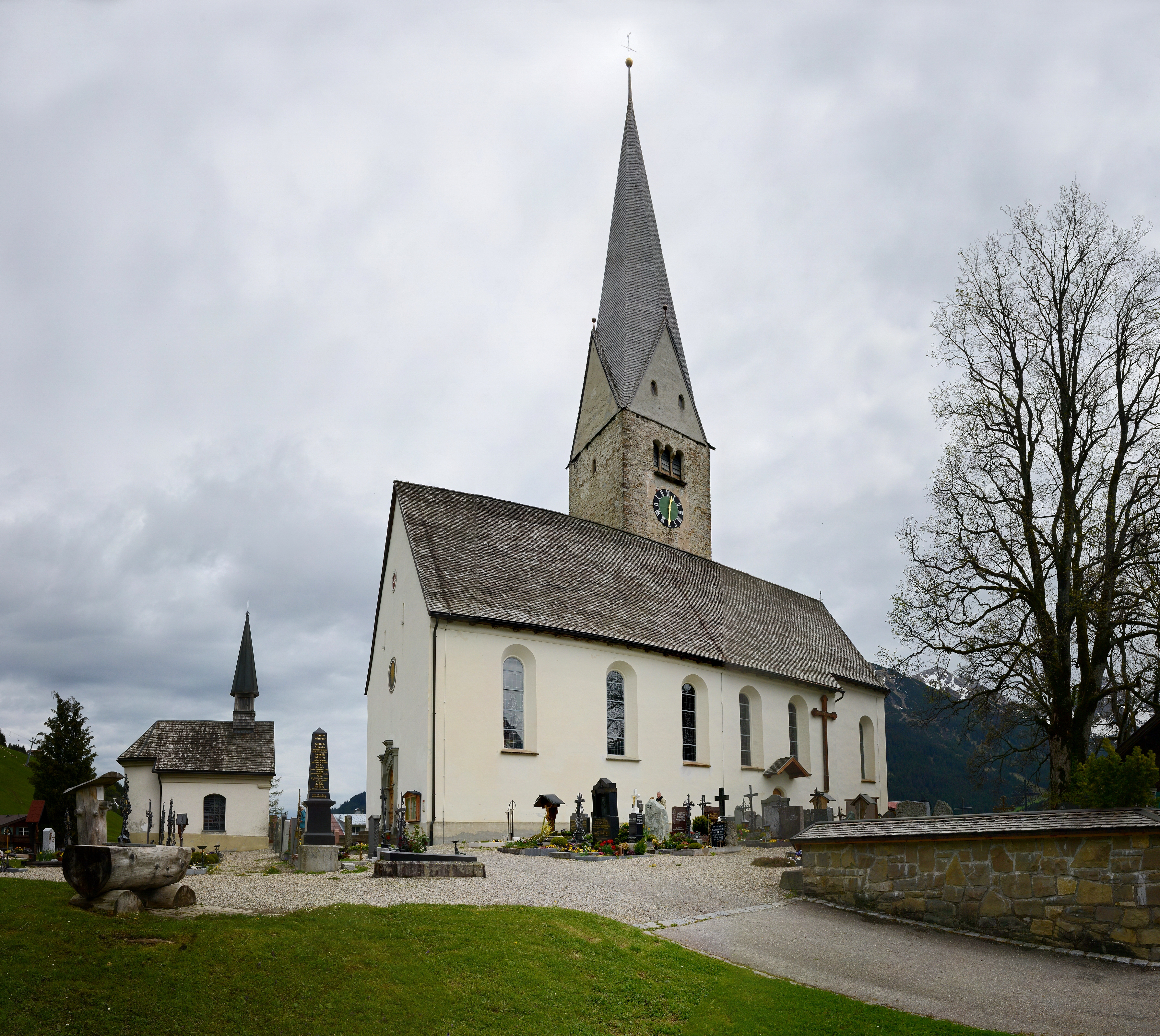
Kath. Pfarrkirche hl. Jodok in Mittelberg

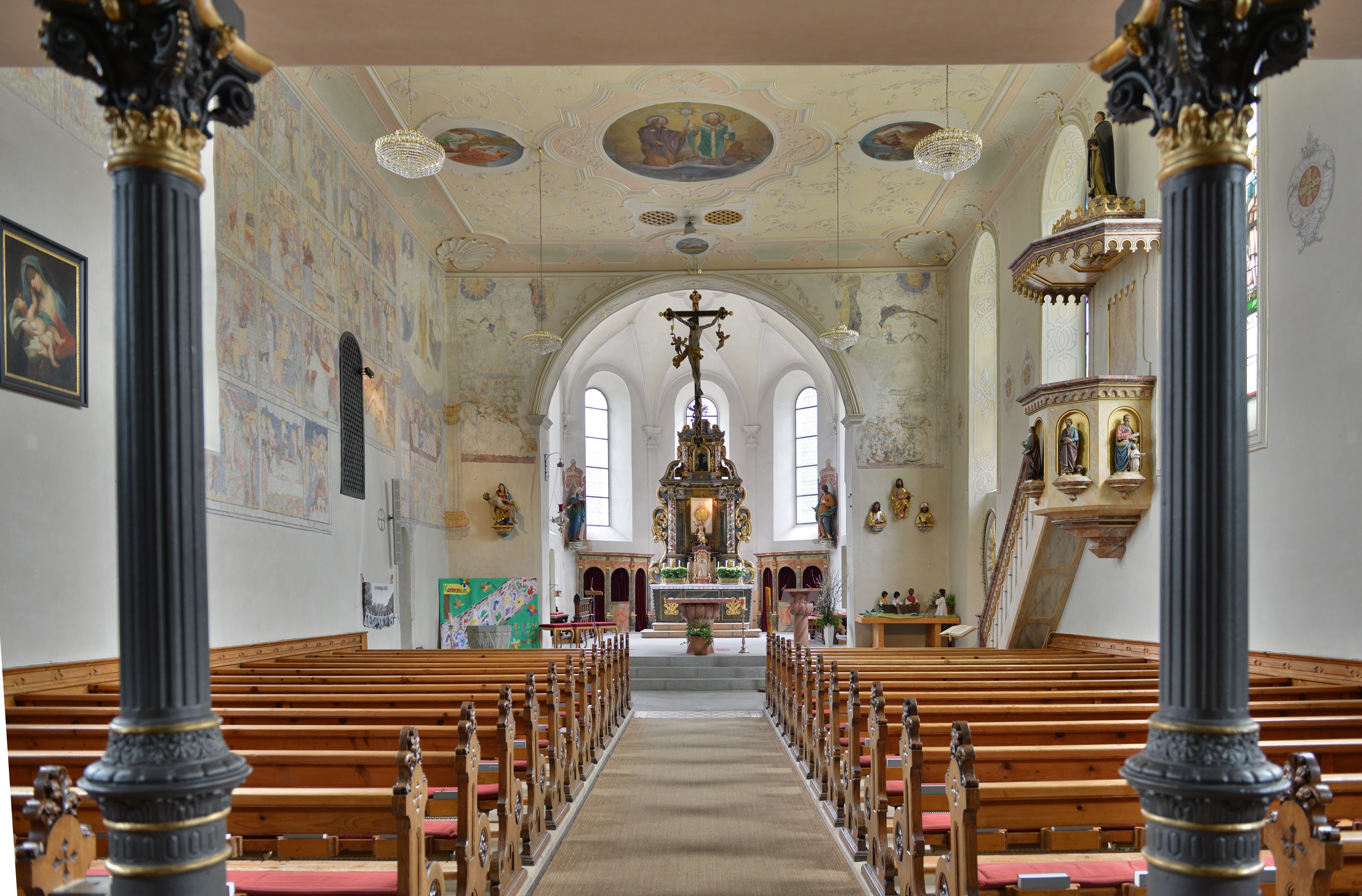
Innenansicht

Die römisch-katholische Pfarrkirche Mittelberg steht in der Gemeinde Mittelberg im Kleinwalsertal in Vorarlberg. Sie ist dem heiligen Jodok geweiht und gehört zum Dekanat Vorderwald-Kleinwalsertal in der Diözese Feldkirch. Das Bauwerk steht unter Denkmalschutz (Listeneintrag).

## Geschichte
Ein an der Südwestseite des Chores eingemauerter Stein zeigt die Inschrift „1302 joß AMA“. An der Chorwestwand zeigt ein eingemauerter Stein die Jahreszahl 1303. Der Turm zeigt die Jahreszahlen 1371 und 1374. Eine Kirche als Filiale von Fischen im Allgäu wurde 1390 geweiht und 1391 zu Pfarrkirche erhoben. 1463 wurde die Kirche neu gebaut und geweiht. Von 1693 bis 1694 wurde das Langhaus barockisiert und erweitert und am Chor und Turm eine Sakristei angebaut.

## Architektur
Kirchenäußeres
Die Kirche steht im hinteren Kleinwalsertal links der Breitach auf einem erhöhten Platz im Nordwesten des Ortes Mittelberg und ist im Südwesten von einem ummauerten Friedhof umgeben. Das Langhaus mit einem Chor unter einem gemeinsamen Satteldach hat im Osten einen hohen Turm. Das Langhaus ist je Seite mit fünf Rundbogenfenstern gegliedert. Das seitliche Langhausportal zum Friedhof ist ein abgefastes Rundbogenportal. Das Portal der nördliche Giebelseite ist ein neuromanisches Rundbogenportal. Die Giebelseite hat zwei kleine Rundbogenfenster und ein Tondorelief mit der Taube des Heiligen Geistes und einer Sonne und mit R. 1896 v. K MCCCII F. bezeichnet. Der Chor hat fünf Rundbogenfenster. Der hohe Turm mit einem Spitzgiebelhelm hat eine Glockenstube mit rundbogigen Triphorien nach Süden, Westen und Osten. Im östlichen Giebelfeld des Turms ist eine Uhr mit gemaltem Wappen mit dem österreichischen Bindenschild und dem Kaiseradler.
Kircheninneres
Das Langhaus hat eine Flachdecke über einer Hohlkehle. Links ist eine schmale Rundbogenöffnung zum Turm. Der eingezogene rundbogige Chorbogen hat eine stuckierte Laibung. Der zweijochige eingezogene Chor mit 3⁄8-Schluss hat ein Stichkappengewölbe auf Wandpilastern. Die Kapitelle sind mit Puttenköpfen besetzt. Ein abgefastes Rundbogenportal links mit 1663 ist der Eingang zur Sakristei. Die Nordempore mit gerader Brüstung steht auf zwei Eisenstützen und hat beidseitig einen Aufgang. Die barocke Stuckierung des Chores Kirche mit Perlstableisten, Rhomboidfelder und Vierpassfelder und die Besetzung der Kapitelle mit Puttenköpfen ist aus dem 17. Jahrhundert. Die Stuckierung im Langhaus mit Blumenranken und Eckmuscheln ist aus dem 19. Jahrhundert.

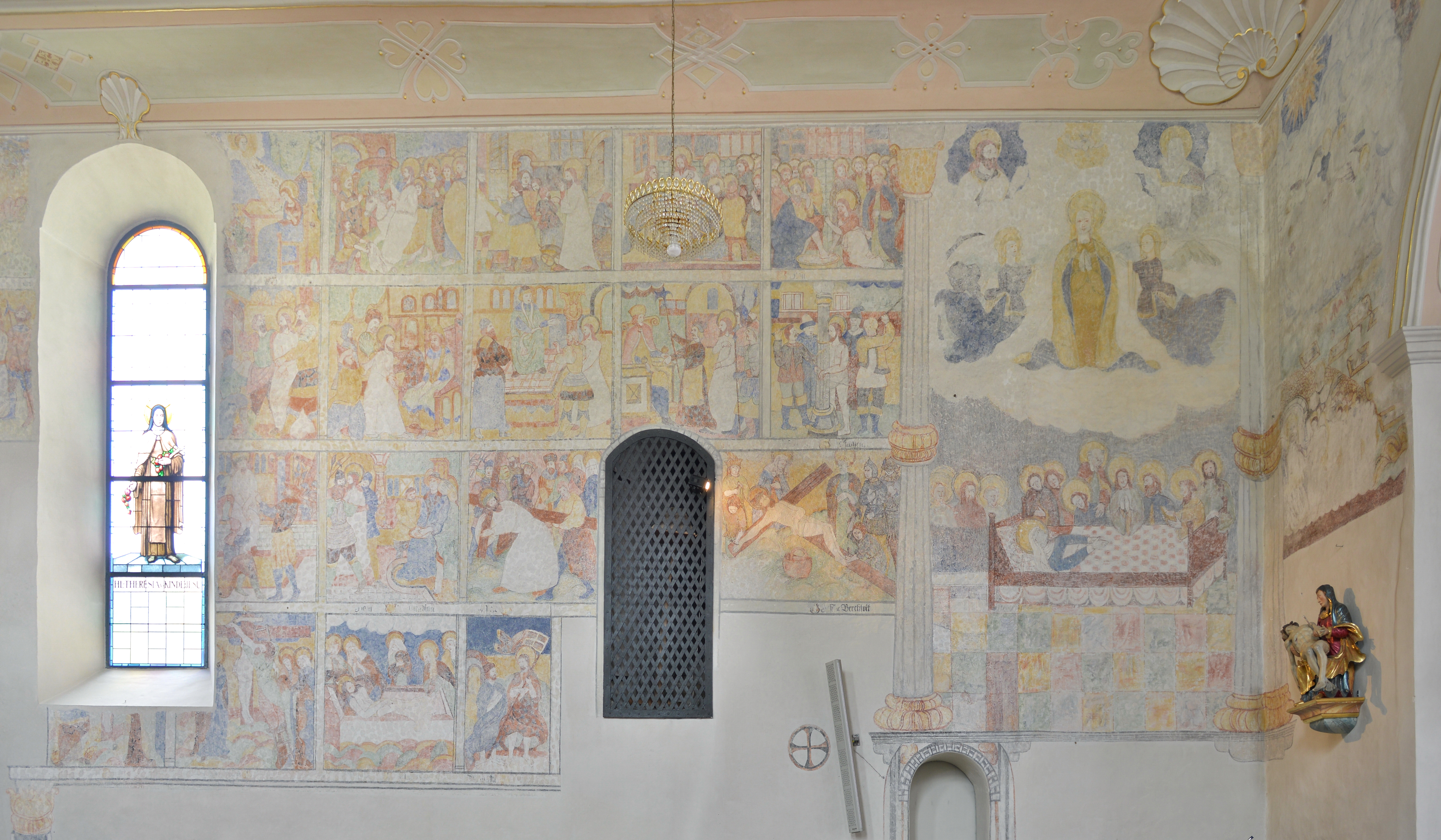
Fresken an der linken Langhauswand, links vier Reihen aus dem 15. Jahrhundert, rechts zwischen zwei Säulen aus dem 16. Jahrhundert

Ein Fresko im ersten Joch des Chores links aus dem Anfang des 16. Jahrhunderts zeigt die Kreuzigungsgruppe mit einem Vorhang. Im zweiten Joch um die Sakramentennische ist ein Fresko mit zwei knienden Engeln mit Kerzen und über der Nische der Schmerzensmann mit zwei Engeln und zwei Figuren nur mit Umrisszeichnung aus dem Ende des 16. Jahrhunderts. Weitere Fresken im Chor zeigen Apostelkreuze und barocke Baldachine in den Chorecken und rechts ein Kruzifix mit den Heiligen Maria, Magdalena und Johannes Evangelist aus der zweiten Hälfte des 16. Jahrhunderts. Am Chorbogen ist eine Darstellung des Weltgerichtes. An der linken Langhauswand wurde in vier Bildstreifen das Leben Christi von der Erschaffung der Welt, Verkündigung, Grablegung und Salvatordarstellung von einem Berchtoldt zum Ende des 15. Jahrhunderts gemalt und wurde im 16. Jahrhundert mit Tod Mariens und Aufnahme in den Himmel mit Heiliger Dreifaltigkeit mit gemalten Säulen umrahmt ergänzt.
Die ehemaligen barocken Deckengemälde wurden 1882 von Johann Kärle aus dem Tiroler Lechtal im Nazarenerstil neu gemalt, beim Chorbogen Lamm Gottes mit Buch der sieben Siegel, den Heiligen Jodok und Theodul über Mittelberg, mittig Himmelfahrt Mariens, hinten der Tod von Josef. In den Eckmedaillons hinten Nikolaus und Cäcilia und vorne Johannes spendet die Kommunion und Rückkehr des verlorenen Sohnes. Im Mittelbild links die Schlüsselübergabe an Petrus und rechts die Aussendung der Apostel.
Die Glasmalerei im Langhaus links mit Elisabeth und Nikolaus und rechts mit Konrad, Mauritius, Wendelin, Antonius, Jesus malte 1882 und 1915 der Glasmaler A. Brückl aus München.

## Ausstattung

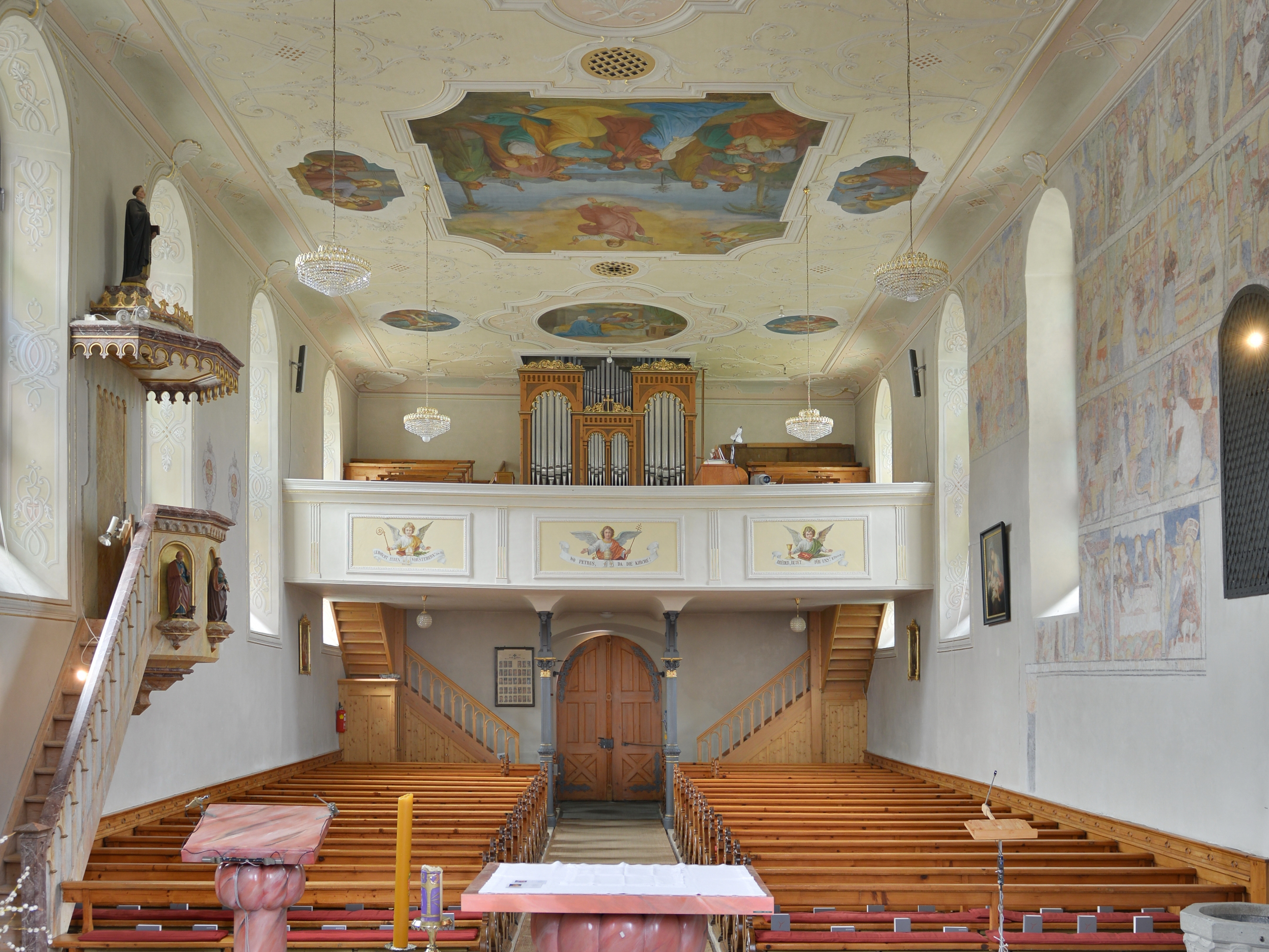
Langhaus gegen Empore

Der Hochaltar mit einem Aufbau mit zwei Säulen aus 1706 aus Riezlern trägt als Mittelfigur Maria mit Kind aus der Mitte des 18. Jahrhunderts und eine Figur hl. Vinzenz. Der Tabernakel mit einem Standkreuz entstand um 1760. Der linke Seitenaltar trägt die Figur Pietà aus der Mitte des 17. Jahrhunderts. Der rechte Seitenaltar trägt die Figur Herz Jesu von Fidelis Rudhart aus dem Anfang des 20. Jahrhunderts. Die neuromanische Kanzel trägt am Korb die vier Evangelistenfiguren und am Schalldeckel Maria Immaculata. Der Taufstein hat eine Cupa mit Reliefs der Evangelistensymbole, hl. Katharina, Bindenschild, Sachsenwappen, hl. Jodok bezeichnet mit LSM 1495. Die Kreuzwegstationen malte 1835 L. Caspar Weiß von Rettenberg. Die Beichtstühle im Chor sind aus dem Ende des 17. Jahrhunderts. Das neugotische Chorgestühl ist fünfsitzig. Das Chorbogenkruzifix mit drei Putten und Kelch entstand um 1760. Die Gemälde um 1760 auf der Empore zeigen Aloysius und Maria vom Guten Rat. Das Gemälde über dem rechten Seitenportal um 1780 zeigt Maria mit Kind.

## Orgel
Eine erste Orgel wird in der Kirche in Mittelberg 1802 zum ersten Mal erwähnt. Diese wurde von Franz Anton Haaser aus Stiefenhofen mit acht Registern und einem Manual erbaut (sein Sohn, Remigius Haaser, baute z. B. die Orgel in Pfarrkirche Hirschegg (Mittelberg) und für die Pfarrkirche Dornbirn-St. Martin). 1886 wurde die Orgel von den Baadern angekauft und in der dortigen Expositurkapelle aufgestellt, nachdem sie von Anton Behmann repariert worden war.
Die neue Orgel für die Kirche Mittelberg baute Anton Behmann aus Schwarzach. Diese hatte 12 Register mit 750 Pfeifen und zwei Manuale und wurde im Frühjahr 1886 aufgestellt. Das Orgelgehäuse wurde vom Maler Daniel Keßler kostenlos hergestellt. Die Orgel kostete insgesamt etwa 1900 Gulden, die in kurzer Zeit vom damalige Pfarrer Joseph Fink aufgetrieben werden konnten.
1952 wurde diese Orgel auf 17 klingende Register und 1236 Pfeifern von Josef Zeilhuber erweitert. 2021 wurde sie von Alfons Zeilhuber jun. renoviert. Die Renovierung kostete etwa 130.000 Euro.